# 국제사회학회
국제 사회학 협회(International Sociological Association, ISA)는 사회학 및 사회과학 분야에서 과학적인 목적을 가진 비영리 단체다. 이는 국제적인 사회학 기관으로, 개인 및 국가 사회학 단체를 모아놓은 단체다. ISA는 1949년에 유네스코 아래 설립됐고, 약 4,500명의 개인 회원과 167개 국가에서 온 45개의 집단 회원을 보유하고 있다. 그 유일한 목적은 "사상, 과학적 관점 또는 이념적 의견에 관계없이 전 세계의 사회학자를 대표하는 것"이며, "세계적으로 사회학적 지식을 발전시키는 것"이다. IIS와 함께 세계적인 국제 사회학 기관으로 평가된다.
ISA는 국제 사회 과학 위원회의 회원으로서, 유네스코와 공식으로 협력 관계를 맺은 비정부 기구의 지위를 가지고 있으며, UNECOSOC의 특별 상담 지위를 보유하고 있다.
ISA의 국제 회의는 매 4년마다 개최되며, 마지막으로 열린 XVIII세계 사회학 대회는 2014년 7월에 일본의 요코하마에서 개최됐다. ISA는 몇 가지 작은 회의를 주최하며, 두 개의 피어 리뷰된 학술 저널을 발행한다: Current Sociology 및 International Sociology.
ISA의 최초 회장은 [Louis Wirth]이었고, 현재 회장은 [Geoffrey Pleyers]다.

## 기원

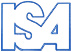
ISA의 초기 로고는 유사했지만 투명한 폰트를 사용했다.

ISA의 역사는 1948년 유네스코의 사회과학부의 계획에 기인한다. 이 계획은 세계적으로 사회과학을 개선함으로써 세계평화를 위한 조직의 연구를 촉진하기 위한 일환으로, 전 세계 학자들 간의 유대 관계를 개선하는 것을 목표로 했다. 1949년 기준 사회학 협회는 벨기에, 브라질, 중국, 독일, 이탈리아, 일본, 네덜란드, 미국에서만 존재했으며, 24개 국가에서는 다른 유형의 기관에서 사회학자들이 대표를 맡았다. 1893년에 설립된 IIS는 너무 제한적이었기에 새로운 기관을 만들어야 한다는 결정이 내려졌다. 결국 21개 국가의 대표가 초대되어 1949년 9월 5일부터 11일까지 오슬로에서 개최된 창립 총회에 참석했다. 조직의 초기 목적은 "전 세계에서 사회학적 지식을 발전시키는 것"으로, 다양한 지역의 사회학자 간의 "개인적인 연락을 증진"하고 "국제적으로 정보를 보급하고 교환하는" 등의 조치를 포함했다. 임시 이사회와 함께 사무총장, 회계관, 비서처 직원이 지명되었으며 규정이 채택되었다. ISA의 최초 회장은 Louis Wirth였다. ISA의 첫 회의는 1950년에 계획됐다.

## 활동
1952년 ISA는 학술 저널인 『Current Sociology』를 발행하기 시작했다. 1971년에는 공식 뉴스레터인 『ISA Bulletin』이 소개되었다. 1986년에는 ISA가 6회 연례로 출판되고 모든 회원에게 제공되는 상호 리뷰 저널인 『International Sociology』을 시작했다. 『International Sociology』은 또한 2년에 한 번 발행되는 자식 저널인 『International Sociology Review of Books』를 보유하고 있다. ISA의 다른 출판물로는 책 시리즈인 『Sage Studies in International Sociology Books』 및 『ISA 핸드북』이 포함되어 있다. 또한 자체 윤리 강령을 발행했다.
ISA는 사회학 세계 대회와 사회학 포럼(4년마다 한 번)를 주최한다. 또한 ISA는 여러 규모의 지역 및 주제별 회의를 개최한다.

## 조직
ISA의 규정은 처음에 바르나에서 열린 세계 대회에서 개정되었으며 그 후 1974년 토론토, 1978년 울살라, 1982년 멕시코 시티, 1986년 뉴델리, 1994년 비렐펠트 및 2010년 고텐버그에서 개정됐다.
처음에 ISA의 지배 기관은 국가 대표자 협의회였다. 협의회는 회장, 세 명의 부회장, 사무총장 및 여섯 명의 다른 회원으로 구성된 집행 위원회를 선출했다. 1970년에 ISA는 일반 개인 회원 자격을 허용했다(이전에는 조직 회원 자격에 중점을 두었음). 그 이후로 ISA는 개인 및 집단 회원을 모두 회원으로 받아들였다. 현재 국가 협회 이사회는 모든 연구 위원회의 개인 대표로 구성된 연구 이사회로 보충된다. 두 이사회는 4년마다 대회에서 회장 및 기타 임원을 선출하는 이사회 총회를 개최한다. ISA의 과학적 활동은 사회학 분야나 주제에 관심 있는 사회학자들을 모아둔 연구 위원회의 지원 하에 이루어진다. 1997년 기준으로 59개의 그룹이 존재하며 총 4442명의 회원이 속해 있다. 그 당시 가장 큰 두 그룹은 이민과 사회 계층이었다. 2012년 7월 기준으로 ISA 웹페이지에는 55개의 연구 위원회, 3개의 작업 그룹 및 5개의 주제별 그룹이 나열되어 있다. 1994년 기준으로 ISA는 45개 국가 협회의 회원이었다. 현재 회원은 167개 국가에서 참여하고 있다.
ISA 주니어 소시올로지스트 네트워크(JSN)는 정보 공유 및 협력을 위해 만들어진 학생, 초기 직업의 학자 및 실무자들의 글로벌 네트워크다.
ISA 사무실은 여러 차례에 걸쳐 위치를 변경해왔으며, 1987년 이후로는 스페인의 마드리드에 위치하고 있다. 처음에는 ISA의 예산이 주로 유네스코 자금으로 이뤄졌지만, 현재 ISA 예산은 주로(90%) 회원 기부와 출판물 판매로 구성되어 있으며, 10%만 유네스코/ISSC의 그랜트에서 나온다.
ISA는 International Social Science Council의 회원으로서, 유네스코와의 형식적인 협회 관계에서 비정부 기구의 지위를 가지고 있으며, 유엔 경제 사회 이사회와의 특별 상담 지위를 보유하고 있다.
ISA의 공식 언어는 영어, 프랑스어, 스페인어이며, 영어가 기구의 행정 언어다.

### ISA 세계 대회
1962년 이후 ISA 세계 대회는 매 4년마다 다른 장소에서 개최되었다. 그 이전에는 3년마다 개최되었다. 협회의 프로그램과 대회 참가자 수는 1950년에 스위스의 취리히에서 열린 첫 번째 대회에서 약 150명의 참가자로 시작해 빠르게 성장했으며, 1994년 독일의 비렐트에서 개최된 대회에서는 3,678명의 참가자가 모였다.

### ISA 포럼
포럼의 개념은 기존에 조직된 ISA 연구 협의회 컨퍼런스와 ISA 연구 위원회의 중간 컨퍼런스를 다시 정의한다. 이는 연구 위원회 대화로 고안된 일반 프로그램과 연구 위원회 대회에 참가한 RC 대표가 제시한 논문으로 구성된 대화로 구상된 일반 프로그램의 두 종류였으며, 그들에 의해 구성된 RC의 병렬 프로그램이다. ISA 포럼은 2008년 바르셀로나, 2012년 부에노스아이레스, 2016년 비엔나에서 개최되었다.

### ISA 연구 및 실천 우수상
ISA 연구 및 실천 우수상은 2013년 3월에 생겼다. 이 상은 학문, 직업 및 ISA에 대한 뛰어난 기여를 통해 학문적 지식과 실천을 진보시키는 사회학자에게 수여된다. 이 상은 매 4년마다 ISA 국제사회학 협회 세계 대회에서 ISA 특별 시상식에서 수여된다. Immanuel Wallerstein이 2014년 일본 요코하마에서 개최된 ISA 세계 사회학 협회에서의 첫 수상자였다.

### Foundation Mattei Dogan 상
저명한 사회학자는 분야의 발전에 대한 평생의 기여를 인정받아 "Foundation Mattei Dogan Prize"를 수상한다. 2010년 이후로는 ISA 세계 대회에서 매 4년마다 수여되던 이 상이 중단됐다. 이 상은 사회과학의 다른 분야에서 계속 수여된다.

### 사회학에서 가장 영향력 있는 작품에 대한 설문 조사
1997년에 ISA는 회원들을 대상으로 20세기 사회학에서 가장 영향력 있는 책을 식별하기 위한 설문 조사를 실시했다. 회원들은 자신의 전문 분야에 가장 큰 영향을 미친 다섯 권의 책을 지목하도록 요청받았다. 총 455명의 응답자(ISA 회원의 16%)가 있었으며, 그 중 20.9%가 막스 베버의 경제와 사회를 ISA 목록에서 첫 번째로 지목했다. 이 목록은 1998년 ISA 총회에서 발표되었다.

## ISA 회장 목록
다음은 ISA 회장을 맡은 또는 맡고 있는 개인들이다:
1. 1949–1952 루이스 워스, 미국
2. 1953–1956 로버트 C. 앤젤, 미국
3. 1956–1959 쥐오르지 프리드만, 프랑스
4. 1959–1962 토마스 험프리 마샬, 영국
5. 1962–1966 레네 케닝, 독일
6. 1966–1970 얀 스체판스키, 폴란드
7. 1970–1974 루벤 힐, 미국
8. 1974–1978 토마스 보토모어, 영국
9. 1978–1982 울프 힘멜스트란드, 스웨덴
10. 1982–1986 페르난두 앙리크 카르도소, 브라질
11. 1986–1990 마거릿 아처, 영국
12. 1990–1994 T.K. 우멘, 인도
13. 1994–1998 이마뉴엘 발러슈타인, 미국
14. 1998–2002 알베르토 마르티넬리, 이탈리아
15. 2002–2006 피오토르 슈톰프카, 폴란드
16. 2006–2010 미셸 비비오르카, 프랑스
17. 2010–2014 마이클 부라우이, 미국
18. 2014–2018 마거릿 아브라함, 미국
19. 2018–2023 사리 하나피, 레바논
20. 2023–2027 제프리 플레이어스, 벨기에

## 참고 문헌
}} 
 }}

## 추가 독서
- Genov, Nikolai. 2021. "세계를 나누어 놓은 세계에서 글로벌 사회학 구축하기 (1949–1990)". 사회학 포럼.

- Anon. 2021. "사회학 플러스". 사회학 플러스. 2022년 7월 25일에 확인함